# 姫路貨物駅
姫路貨物駅（ひめじかもつえき）は、兵庫県姫路市別所町別所字仲畑にある日本貨物鉄道（JR貨物）の貨物駅である。山陽本線に属する。
1994年（平成6年）3月21日開業。後の2005年（平成17年）3月1日には旅客駅のひめじ別所駅が隣接して開業。営業キロ上、ひめじ別所駅と同一地点に存在しており、場内・出発信号機も共用している。このため、運転士等の現業機関において使用される時刻表や行路表においては「別所・姫貨」と記されており、ひめじ別所駅を同一駅扱いとしている。

## 歴史
- 1994年（平成6年）3月21日：以前姫路駅[注 1]で行っていた貨物営業を移管する形で開業[1]。
- 1995年（平成7年）7月1日：姫路機関区（乗務員基地）等と機能を統合し、姫路総合鉄道部を設置[2]。
- 2003年（平成15年）10月：2002年（平成14年）3月以降遅くともこの頃までに姫路総合鉄道部を解消[注 2]。
- 2005年（平成17年）3月1日：当駅北側の本線上（JR神戸線）にひめじ別所駅が開業。

## 駅構造
延長500 mのコンテナホームを2面、着発線荷役方式（E&S方式）を採用する3本の着発荷役線、1本の着発線、その他数本の側線を有する。
また営業窓口であるJR貨物姫路営業所が設置されている。過去には姫路総合鉄道部も設置されていた。

## 貨物の取り扱い
- コンテナ貨物
  - 12 ftコンテナ、20 ft・30 ftの大型コンテナ、20 ftのISO規格海上コンテナを取り扱う。
- 産業廃棄物・特別産業廃棄物の取り扱い許可を得ている。

その他
- 貨物列車の発着が無い湖山オフレールステーションとの間にトラック便が1日2往復設定されている。
- 西日本旅客鉄道（JR西日本）の環境長期目標「JR西日本グループゼロカーボン2050」において、当駅に「総合水素ステーション」を設置し、燃料電池列車やバス、トラックなどへの供給拠点とすることが検討されている[3][4]。

## 隣の駅
日本貨物鉄道
山陽本線
曽根駅 - 姫路貨物駅（ひめじ別所駅） - 御着駅